# Heinz Manchen
Heinz Joachim Manchen (født 2. maj 1931 i Bremen, død 20. marts 1978 smst.) var en tysk roer.
Manchen vandt sammen med Helmut Heinhold og styrmand Helmut Noll det tyske mesterskab i 1952 i toer med styrmand. Dermed kvalificerede de sig til OL 1952 i Helsinki, og her blev de efter at have vundet deres indledende heat nummer to i semifinalen og  kvalificerede sig til finalen efter sejr i semifinaleopsamlingsheatet. I finalen var den franske båd suveræn og vandt guld, mens tyskerne noget overraskende vandt sølv foran Danmark på tredjepladsen.
For deres sølvmedalje modtog Noll, Manchen og Heinhold Silbernes Lorbeerblatt, den højeste sportspris i Tyskland, i slutningen af 1952. Manchen og Heinhold blev tyske mestre i toer med styrmand i 1953 og 1954, men med andre styrmænd, og de vandt også EM-sølv i 1953.

## OL-medaljer
- 1952:  Sølv i toer med styrmand